# Zbigniew Gackowski

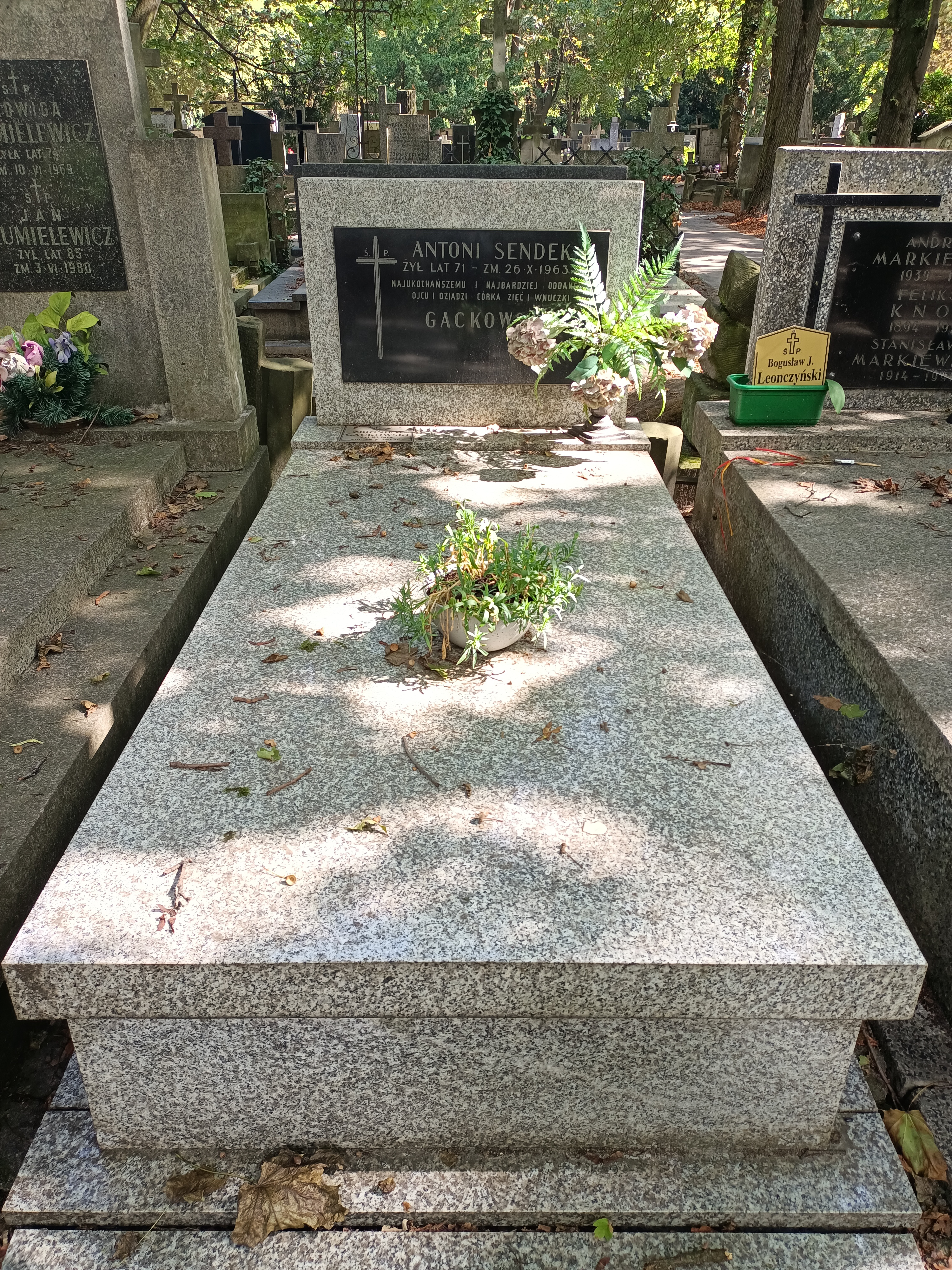
Nagrobek Zbigniewa Gackowskiego na cmentarzu powązkowskim

Zbigniew J. Gackowski (ur. 22 lutego 1929 w Bydgoszczy, zm. 28 maja 2013 w Warszawie) – dr hab. inż. oraz profesor amerykańskich uniwersytetów.

## Biografia
Urodził się 22 lutego 1929 roku w Bydgoszczy, zmarł 28 maja 2013 roku w Warszawie.
Stopień naukowy doktora nauk technicznych uzyskał w 1968 roku na Politechnice Warszawskiej na Wydziale Mechanicznym Technologicznym (rozprawa doktorska pt. "Organizacja kompleksowych systemów przetwarzania danych", promotor prof. Seweryn Chajtman), gdzie pracował do roku 1976 w Instytucie Organizacji Zarządzania, kiedy to wyjechał do Stanów Zjednoczonych do Uniwersytetu Michigan jako stypendysta badawczy Fundacji Fullbrighta. Później był profesorem na Uniwersytecie Purdue w Fort Wayne (stan Indiana) oraz w Baruch College w Nowym Jorku. Od 1984 roku, przez ponad 25 lat, pracował na stanowisku profesora w California State University Stanislaus. W 2008 roku został wyróżniony honorowym tytułem Outstanding Research, Scholarship, and Creative Activity Professor przez ten uniwersytet.
Podczas swojej kariery naukowej profesor Gackowski opublikował ponad 200 artykułów naukowych i kilka książek.
Z. Gackowski pełnił szereg funkcji kierowniczych w polskiej gospodarce i administracji, w tym od 1971 roku był Dyrektorem Generalnym Krajowego Biura Informatyki z odpowiedzialnością za opracowanie i wdrożenie planu informatyzacji Polski dla sektora publicznego. O tym okresie rozwoju polskiej informatyki i udziale w nim Z. Gackowskiego pisze prof. Andrzej Targowski w książce „The History, Present State, and Future of Information Technology”.
To w tym okresie podłożono podwaliny pod kilkudziesięcioletni, sięgający czasów obecnych, naznaczony wieloma sukcesami, rozwój informatyki teoretycznej, aplikacyjnej oraz kompetencji informatycznych w Polsce.
Pamięci Z. Gackowskiego poświęcono także numer 21/2014 periodyku „Praxology”.
Został pochowany na Cmentarzu Powązkowskim w Warszawie (293-6-28).